# Oxira chalcea
Oxira chalcea là một loài bướm đêm trong họ Noctuidae.